# クセニヤ・イマンガリエワ
クセニヤ・イマンガリエワ（Xeniya Imangaliyeva, 1981年5月24日 - ）は、ウクライナのドネツク出身(当時の旧ソビエト連邦のウクライナ・ソビエト社会主義共和国)。カザフスタンの女子バレーボール選手。ポジションはウイングスパイカー。元カザフスタン代表。

## 来歴
20歳のときにカザフスタン国籍を取得。カザフスタン代表に選出され、2005年アジア選手権で国際大会デビューを飾った。この大会で日本を破り銀メダルを獲得した。
高さとパワーの選手が多いカザフスタン代表チームの中では珍しく小技のうまい選手で、ブロックアウトを取ったりブロックの上からコースを狙ったりといった攻撃が得意である。強打ではないが切れのあるスパイク、強烈なジャンプサーブを打つ。
2006年に結婚して名前がダンツォーワからイマンガリエワに変わった。

## 球歴
- 2006年 世界選手権（17位）